# Czarny Potok (dopływ Taboru)
Czarny Potok – potok na obszarze Wzgórz Rymanowskich, na północnym skraju Beskidu Niskiego, prawobrzeżny dopływ Taboru. Długość ok. 3,9 km.
Źródła na wysokości ok. 550 m n.p.m., na zachodnich stokach grzbietu łączącego Kopiec (634 m n.p.m.) z Działem nad Desznem. Spływa generalnie w kierunku północno-zachodnim, przez teren nieistniejącej już wsi Wołtuszowa, po czym na wysokości ok. 370 m n.p.m., na wysokości obecnej Pijalni Wód Mineralnych w uzdrowisku Rymanów-Zdrój uchodzi do Taboru.